# Julio Rodríguez Berrios
Julio Rodríguez Berrios (Oruro, 1 de julio de 1929) es un intérprete musical y compositor boliviano, hijo del compositor y director de orquesta Pedro Rodríguez Santa Cruz. En 1958, fundó junto a sus compañeros el grupo "Los Ases Andinos", que alcanzó gran popularidad en las décadas de 1960 y 1970 con boleros y música folklórica. Durante esas décadas, fue uno de los promotores más destacados e importantes de la música folklórica de Bolivia, contribuyendo significativamente a su difusión y popularidad.

## Primeros años
Hijo del también compositor Pedro Rodríguez Santa Cruz y de Basilia Berrios Murillo, Julio es el penúltimo de ocho hermanos. Terminó la secundaria en la Unidad Educativa Juan Misael Saracho y sus estudios superiores en la Escuela Superior de Música María Luisa Luzio en Oruro. 
Rodríguez cuenta que su padre quería que él fuera concertista de piano en orquestas sinfónicas, pero que a él le interesaba más la música popular,destacándose desde muy pequeño como pianista acompañante de grandes personalidades, como Las Kantutas y Gilberto Rojas. En 1948, a sus 18 años, fue invitado a ser parte del grupo peruano Trovadores del Perú, con quienes estuvo de gira y gracias a quienes bebió del folklore peruano, tocando marineras y valses. Además de tocar el piano, tocaba el acordeón y la guitarra y la percusión.

## Carrera musical

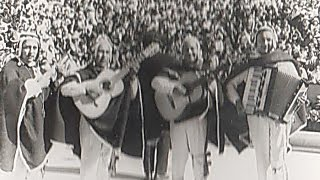
Los Ases Andinos - Ext. Derecha- Julio Rodríguez Berrios.

Julio Rodríguez se trasladaba a menudo a La Paz, en donde se unió a la orquesta de Fermín Barrionuevo como pianista y acompañó a otras numerosas orquestas y cantantes. En 1952 se trasladó a Buenos Aires, ciudad en la que también se desempeñó como pianista. A su vuelta a Bolivia, en 1955, fue puesto a cargo de la Dirección Artística del Teatro Municipal “Luis Mendizábal Santa Cruz” en Oruro y fue coordinador musical de la Radio Ferroviaria El Cóndor. En 1958, formó el grupo "Los Ases andinos", que alcanzó su pico de popularidad en las décadas de 1960 y 1970, con boleros y música folklórica.A Rodríguez también se le deben varias grabaciones de villancicos tradicionales. 

## Discografía
En 1958, Julio Rodríguez Berrios comenzó a preparar grabaciones, un proceso meticuloso que abarcaba desde la selección del material hasta la observación del carácter, estilo y contenido de cada pieza. Inicialmente, este trabajo era laborioso, pero con el avance de la tecnología, los equipos se simplificaron y mejoraron en fidelidad y resolución digital.
Su primera grabación en São Paulo, Brasil, con el sello "Copacabana" SOM y el conjunto "Los X", resultó en el compacto "Bolivia con los Ases Andinos", que incluía dos de sus composiciones y fue un gran éxito, abriendo puertas para futuras grabaciones. Posteriormente, la firma "Lauro y Cía." le ofreció un nuevo contrato, y se lanzó "Serenata Boliviana" en el estudio RGE de São Paulo, consolidando su éxito en la industria musical.
Posteriormente, la empresa "Lauro" abrió su propio estudio de producción en Cochabamba, mientras que las grabaciones continuaron en los estudios de Brasil. En esta etapa, Julio Rodríguez Berrios y "Los Ases Andinos" grabaron el LP "Carnaval en Oruro". Saeta Producciones de Cochabamba también los llevó a Brasil para otra grabación, y la firma SAETA de La Paz, Bolivia, lanzó un nuevo LP titulado "En la lejanía", Vol. IV.
A partir de 1966, Rodríguez Berrios comenzó a realizar grabaciones individuales, produciendo varios discos como solista en piano electrónico. En 1969, grabó "Romance folklórico" con RCA Víctor, en piano electrónico, obteniendo una notable difusión que le valió el "Disco de Oro" por récord de ventas. Posteriormente, lanzó dos volúmenes adicionales bajo el mismo repertorio, titulados "Época de Oro", Vol. I y II.

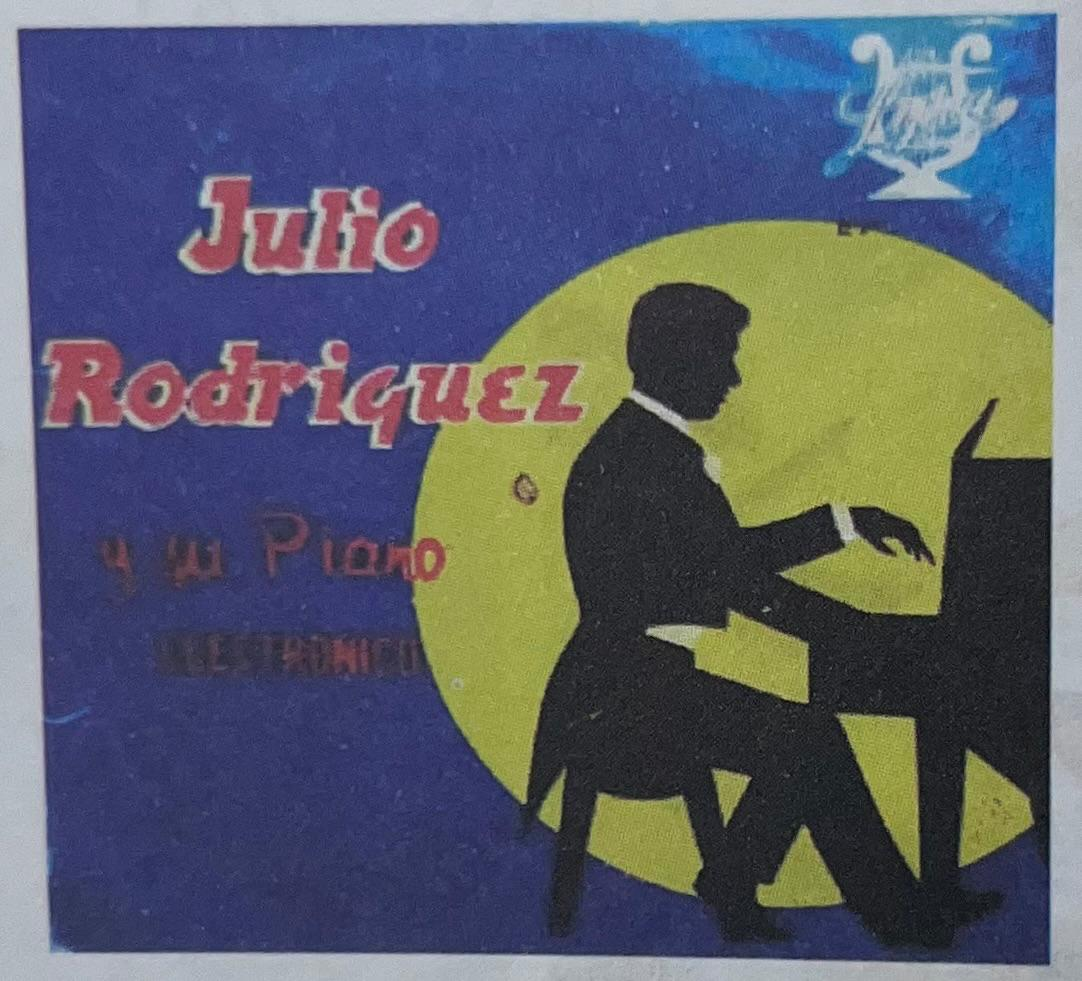
"Julio Rodríguez Berrios y su Piano Electrónico" -1971- Sello Discográfico "Lyra"

En 1970, grabó el disco "Julio Rodríguez Berrios" en el estudio RCA, centrado en música boliviana. Otra producción de Lauro, titulada "Época de Oro", Vol. II, fue lanzada en el sello "Lira". Además, las producciones grabadas y manufacturadas en La Paz por Producciones Lira incluyeron el lanzamiento de su LP "Folklore en Órgano".
En 1971 la firma "Heríba" produjo un nuevo material discográfico titulado "Julio Rodríguez Berrios: Los Quirquinchos". Posteriormente, se lanzaron varios discos de 45 RPM bajo el sello "Lauro", incluyendo "Julio Rodríguez Berrios y su órgano electrónico", que contenía un repertorio de villancicos y fue un EP con amplia aceptación. Otro EP, "Amanecer Andino", fue grabado junto a Celestino Campos en charango. Bajo el sello Saeta y junto a los "Ases Andinos", se lanzó un SP titulado "Los ojos de mi negra". Más tarde, la firma Lira de La Paz lanzó otro EP titulado "Julio Rodríguez y su Piano Electrónico". En los estudios de "Lauro y Cía", se realizó otro SP titulado "Julio Rodríguez y su piano". Además, en el sello "Lauro" salió un disco de 45 RPM bajo el título "Plegaria a la Virgen", con la voz de Velka Rodríguez.

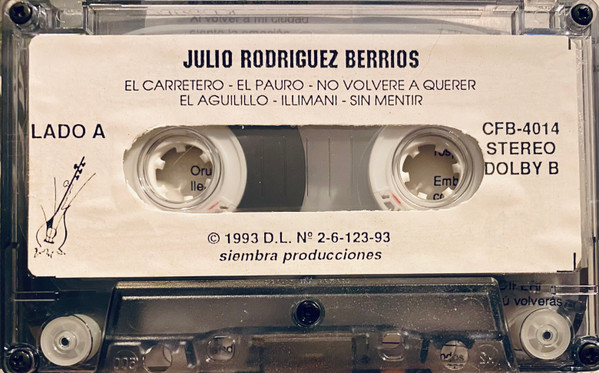
Cassete - Julio Rodriguez Berrios - Música Para No Olvidar

A lo largo de su carrera, Rodríguez Berrios ha realizado numerosas grabaciones en sellos nacionales e internacionales, muchas de las cuales han pasado a la nueva tecnología, facilitando su colección. En 1993, realizó una grabación en cassette con música de varios compositores bolivianos y sus composiciones recientes, bajo el sello de Mario Rivas, "Siembra Producciones", titulada "Música para no olvidar", con ejecución en piano y acompañamiento de orquesta. En 1998, lanzó el disco compacto "Bodas de Oro: 50 años de Música", con algunas de sus composiciones y de otros autores, bajo el sello "Lauro Records". 
En 2001, junto al cantante argentino Miguel Ángel Quintana, ex "Fronterizo", grabó tangos clásicos de Carlos Gardel, incluyendo su tango "Oruro de mis recuerdos", producido con piano, bandoneón, violín y contrabajo. En 2005, lanzó otro compacto CD en piano, titulado "Bolivia en su música", que cuenta con una selección de las regiones del país. En 2008, lanzó "De lo nuestro lo mejor", con la Voz del Ande, Luis Gutiérrez, incluyendo su composición "Mi Totora colonial", en ritmo de cueca, bajo el sello Lee Van, con producción audiovisual en DVD video.
En 2014, lanzó otro compacto como continuación al primero, titulado "Bolivia en su música", Vol. II, bajo el sello "Sonic Room" de Marcelo Peláez Claros.

## Composiciones
Desde su primera obra, dedicada al amor juvenil en ritmo de bolero, han pasado muchos años. “Sin mentir” fue el título de esa primera composición, que le dio enormes satisfacciones y está grabada en su primer disco. En aquella época, los boleristas lideraban la corriente del romance, con referentes como el trío “Los Panchos” y “Los Peregrinos”.
Posteriormente, Rodríguez Berrios creó innumerables composiciones más, incluyendo taquiraris, cuecas, huayños, kaluyos, cacharpayas, morenadas, diabladas, bailecitos y también himnos, los cuales forman parte de su amplio patrimonio autoral. “Letra y Música” (LM) y “Música” (M):

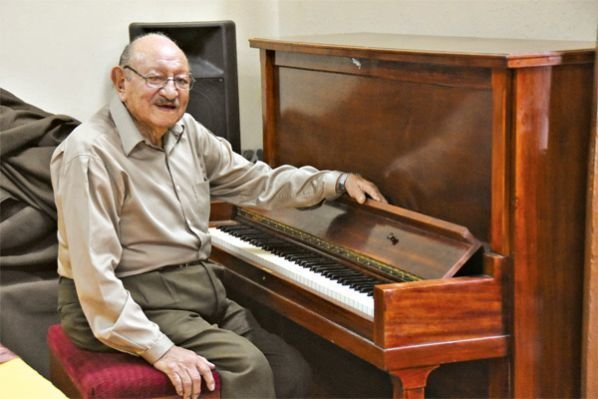
Julio Rodríguez Berrios -2017- Diario Opinión

1. Sin Mentir (bolero) - ML. Isabel Hort
2. Serás para mí (Taquirari) - LM
3. Nuestra Felicidad (Taquirari) - LM
4. Kochalita (Cueca) - LM
5. Martirio (Huayño) - M
6. Ingrata Mujer (Taquirari) - LM
7. Zarpazo (Taquirari) - música dedicada al “Club de Leones de Oruro” - LM
8. Chunchus - M
9. Wisky Rey (Morenada) - LM
10. Morenada (danza) - M
11. Te seguiré esperando (Bailecito) - LM
12. Mi Totora colonial (Cueca) - LM
13. Oruro de mis Recuerdos (Tango) - LM[7]
14. Mi valle florido (Cueca) - LM - Primer Premio ARAS FolkloreJulio Rodriguez Berrios -La Patria-
15. Moreno Achachi (Morenada) - M
16. Añoranza (Morenada) - LM
17. J’acha de Oruro (Morenada) - LM
18. Mi fraternidad (Diablada) - LM

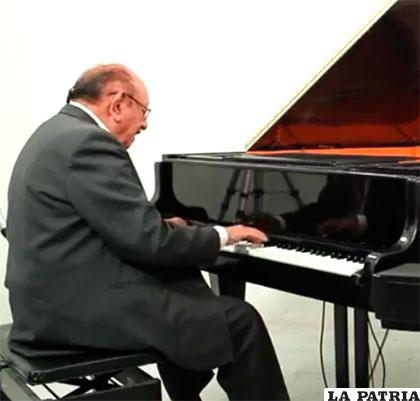
Julio Rodriguez Berrios -La Patria-

19. Himno a la Fuerza Aérea Boliviana (Marcha) - ML. Sara María Vásquez
20. Rey del carnaval (Diablada) - LM
21. Ojos que cautivan (Cueca) - LM
22. Falsas promesas (Cueca) - LM
23. Haragán enamorado (Taquirari) - LM
24. Fuerza moreno (Morenada) - LM
25. La Gran Central (Morenada) - LM
26. Siempre te amaré (Bailecito) - LM
27. No olvidaré tus ojos (Huayño) - LM
28. Orgullo de moreno (Morenada) - LM
29. Desde los valles (Huayño) - M
30. Amor de quirquincho (Morenada) - M
31. Fiesta de los Urus (Cacharpaya) - LM
32. A mi Bolivia unida (Cueca) - LM
33. Himno al Colegio “Martín Cárdenas” - LM
34. Charanguito Aiquileño (Cueca) - LM

## Reconocimientos y distinciones

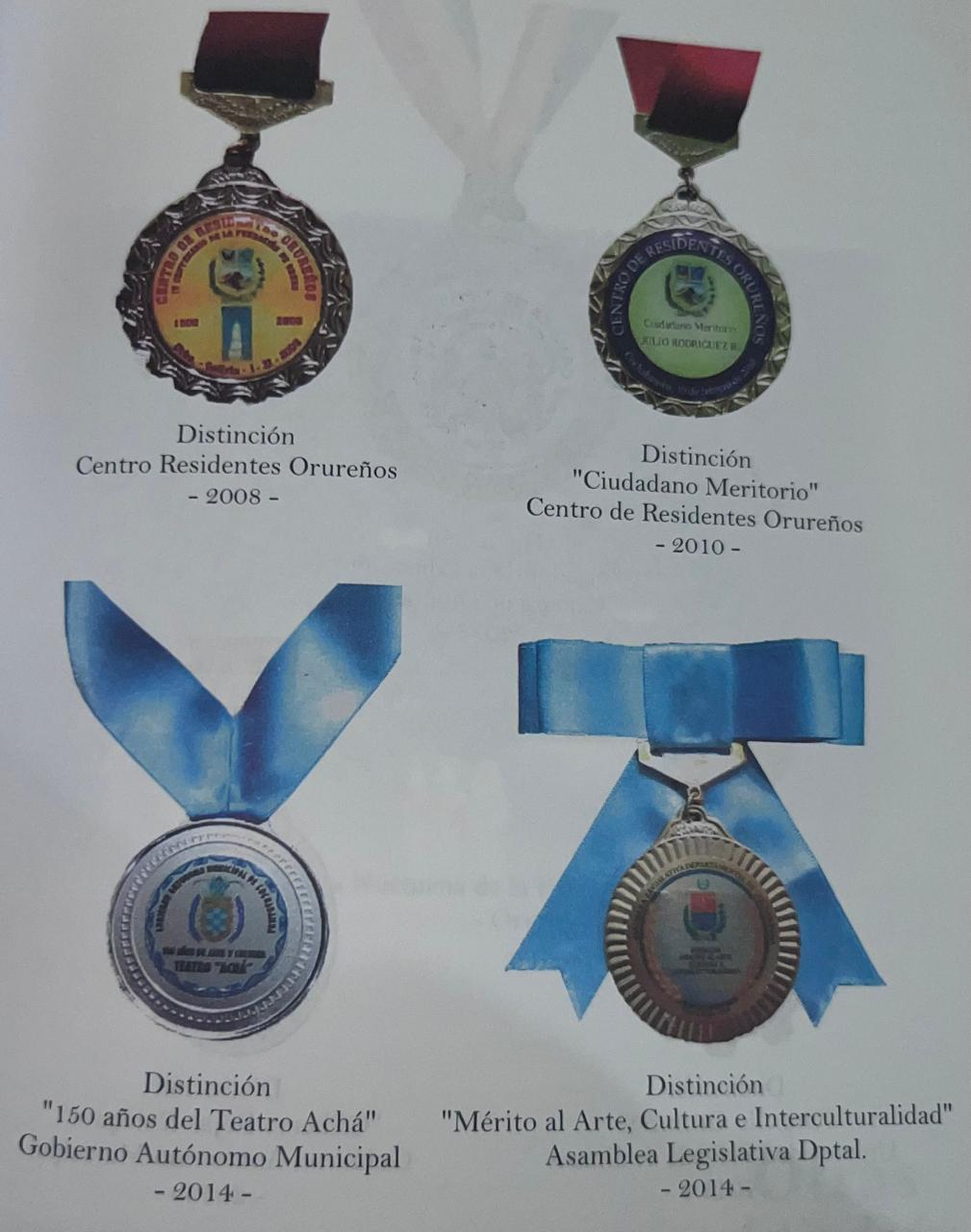
Algunas medallas pertenecientes a Julio Rodriguez

- Fue reconocido como ciudadano notable de la ciudad de Oruro y con la Gran Orden de la Educación en el grado de oficial.

- Asimismo, en 1988 obtuvo el Primer Premio Nacional “Gilberto Rojas Enríquez” por la morenada “Añoranza”.

- El año 1993, recibe por parte de la H. Alcaldía Municipal de Cochabamba el Premio Anual a músicos destacados; Busto " Teófilo Vargas"

- En 1995 obtuvo el Primer Premio “Inti de Oro” por la cueca "Mi Valle Florido" por parte de ARAS Folklore y la H.A.M.C..[2]

- El año 1999, por parte de la H. Alcaldía Municipal de Oruro, recibe la "Medalla Arte y Cultura"; reconocimiento para artistas distinguidos del departamento de Oruro.

- Fue objeto de reconocimiento de "Notable Orureño" en la "Serenata Oruro", el año 2004.

- El año 2005, al celebrar sus 60 años de arte, la H.A.M.C. le otorga una plaqueta al "Merito Cultural", reconocimiento que se celebró en el Teatro Achá.